# 生物多样性和生态系统服务政府间科学政策平台
生物多样性和生态系统服务政府间科学政策平台（英語：Intergovernmental science-policy Platform on Biodiversity and Ecosystem Services，缩写：IPBES）是联合国环境规划署整合千年生态系统评估的后续行动和生物多样性科学知识国际机制所形成的一个框架。2012年4月在巴拿马正式成立，秘书处设在德国波恩。功能類似於聯合國政府間氣候變化專門委員會。
IPBES旨在应对生物多样性丧失和生態系服務功能退化问题，在科学与政策之间建立联系，以期加强生物多样性的保护与可持续利用，确保长期人类福祉和可持续发展。

## 建立和早期發展
2010年，第65屆聯合國大會的一項決議敦促聯合國環境規劃署召開全體會議以建立IPBES。2013年，全體會議為未來IPBES通過初步的概念框架。
2019年4月29日至5月4日，132個IPBES成員國代表於法國巴黎召開會議，聆聽IPBES的《全球生物多樣性與生態系服務評估報告》全文，並通過報告摘要供相關決策者參考。2019年5月6日，該份40頁的摘要被發布。